# Patiria
Patiria — род морских звёзд из семейства астериниды отряда вальватид (Valvatida). Обитают в Тихом океане. Имеют широкий диск и очень короткие лучи. Лучей обычно пять, но изредка встречаются особи с четырьмя и даже девятью лучами. В водах России встречается Patiria pectinifera (Японское море, воды у южных Курил и залив Анива).
В настоящий момент род включает 3 вида:
- Patiria chilensis (Lutken, 1859)
- Patiria miniata Verrill, 1913
- Patiria pectinifera (Muller & Troschel, 1842)

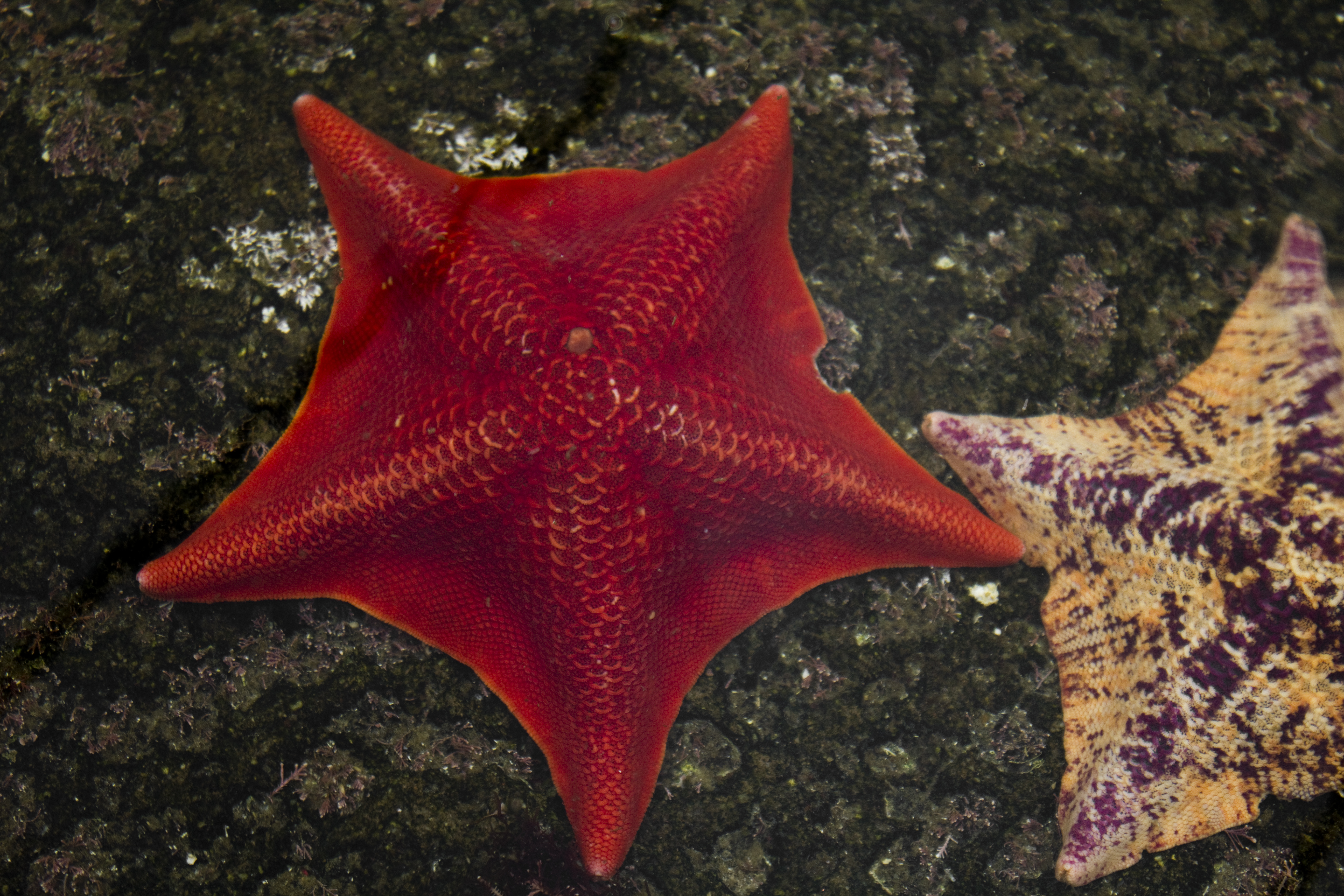
Patiria miniata
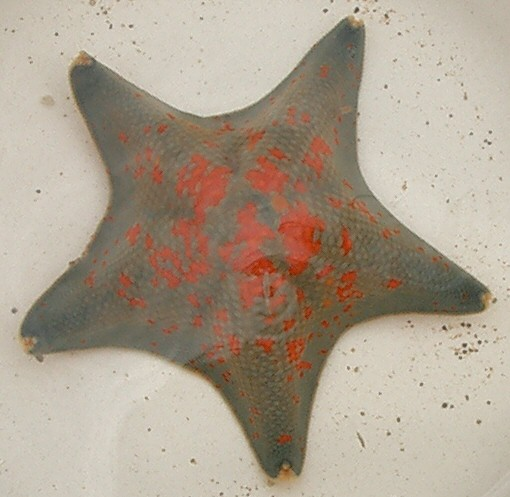
Patiria pectinifera